# Agnes Chow
Agnes Chow Ting (en chino: 周庭, n. 3 de diciembre de 1996) es una activista social de Hong Kong. Es exmiembro del Comité Permanente de Demosistō y ex portavoz del escolarismo. Inicialmente una candidata apoyada por el campo prodemocracia para las elecciones parciales de 2018 en la isla de Hong Kong, se le prohibió postularse basándose en la postura de su partido sobre la defensa de la autodeterminación de Hong Kong.

## Vida privada
Como muchos activistas sociales en Hong Kong, Chow se inspira en la fe. Según Chow, su participación en los movimientos sociales se ve afectada por su religión católica. Chow tuvo nacionalidad británica, y habla inglés, cantonés y japonés.

## Inicios en el activismo
Chow fue la primera líder destacada del movimiento contra la moral y la educación nacional como portavoz del escolarismo en 2012. En ese momento, estaba estudiando en el Colegio Canossiano de la Sagrada Familia y protestaba contra la implementación del esquema de Educación Moral y Nacional que ellos consideraban como "lavado de cerebro". El movimiento atrajo con éxito a miles de manifestantes que se reunieron frente al Complejo del Gobierno Central, lo que hizo que el gobierno se rindiese en septiembre de 2012.

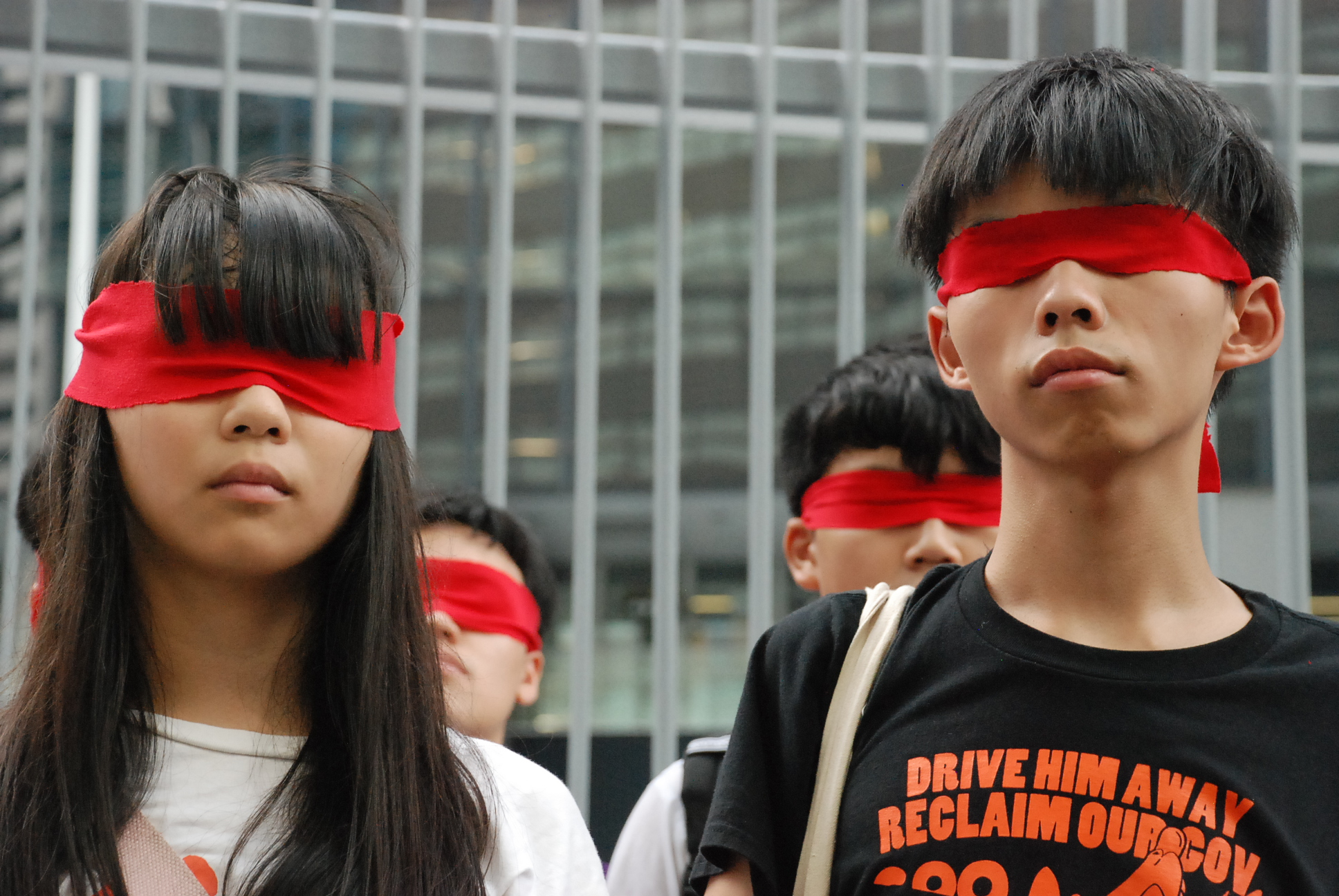
Agnes Chow y Joshua Wong el 23 de septiembre de 2014. Llevan vendas rojas en los ojos para simbolizar al alumnado hongkonés figurativamente cegado por el poder político de China.

Chow y otros activistas del escolarismo, entre ellos Joshua Wong e Ivan Lam, continuaron su participación en los movimientos sociales y políticos posteriores, en particular en la reforma electoral de Hong Kong de 2014. Chow fue uno de los líderes de la campaña de boicot a las clases contra el restrictivo marco electoral establecido por el Comité Permanente del Congreso Nacional del Pueblo para las elecciones del Jefe del Ejecutivo de 2017, que condujo a las masivas protestas por la ocupación, apodadas la "Revolución Paraguas". Durante la ocupación, Chow anunció su salida de la política renunciando como portavoz del escolarismo, citando la "fuerte presión" y la "extrema confusión y fatiga" a la que se enfrentaba.

## Demosistō
En abril de 2016, Chow fue uno de los miembros fundadores de Demosistō junto con otros antiguos líderes estudiantiles en las protestas Occupy, y fue la primera vicesecretaria general del partido de 2016 a 2017. Hizo campaña con el presidente del partido, Nathan Law, en las elecciones del Consejo Legislativo de 2016, en las que este último fue elegido como el miembro más joven del Consejo Legislativo de la historia. En 2017, participó en la protesta contra el Secretario General del Partido Comunista Xi Jinping, en la que se cubrió la estatua de la Bauhinia de Oro con pancartas. Fue arrestada junto con el presidente de Demosistō Nathan Law y el secretario general Joshua Wong.

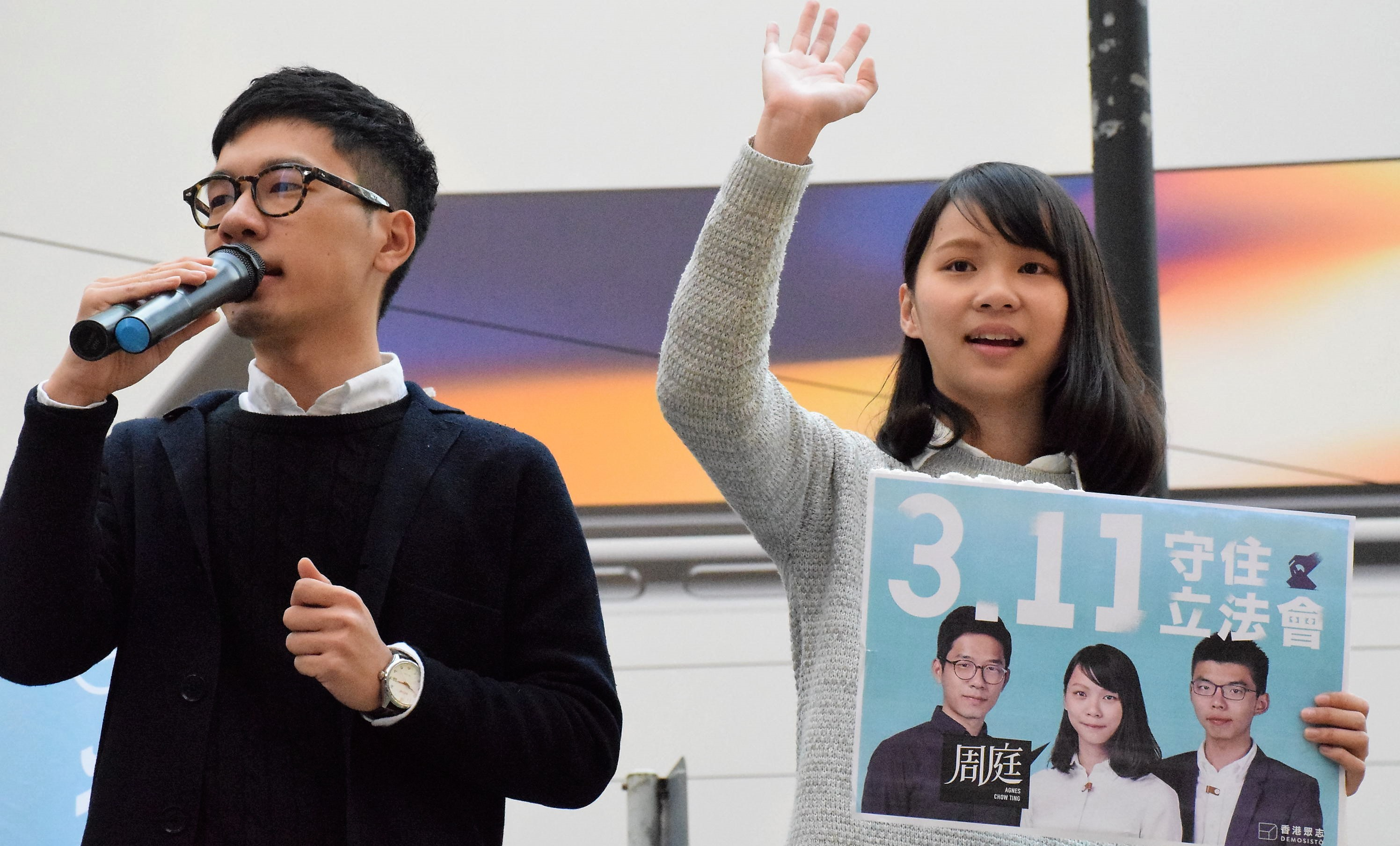
Agnes Chow hizo campaña con Nathan Ley para la elección parcial de 2018.

Después de que Nathan Law fuera expulsado del Consejo Legislativo por la polémica sobre la toma de juramento en julio de 2017 y sentenciado a prisión en agosto del mismo año, lo que le impidió ser candidato a cargos públicos durante 5 años, Chow se convirtió en el candidato de Demosistō en las elecciones parciales de 2018 en la Isla de Hong Kong. Para poder presentarse a las elecciones, renunció a su ciudadanía británica. El 27 de enero de 2018, su candidatura fue descalificada por la Comisión de Asuntos Electorales porque "no es posible que cumpla con los requisitos de las leyes electorales pertinentes, ya que abogar o promover la `autodeterminación' es contrario al contenido de la declaración que la ley exige que un candidato haga para defender la Ley Fundamental y jurar lealtad a la [Región Administrativa Especial de Hong Kong]". Michael Davis, exprofesor de derecho de la Universidad de Hong Kong, advirtió que la descalificación de Chow estaba equivocada y que el gobierno se encontraba en una "pendiente resbaladiza", mientras que el exdecano de derecho universitario, el profesor Johannes Chan Man-mun, dijo que no existía una base legal para tal medida. Albert Chen Hung-yee, miembro del Comité de Leyes Básicas, dijo que las reglas electorales no especificaban si los funcionarios tenían el poder de descalificar a los candidatos basándose en sus opiniones políticas. La jefa ejecutiva Carrie Lam comentó que "cualquier sugerencia de independencia, autodeterminación, independencia como opción o autoautonomía de Hong Kong no está en línea con los requisitos de la Ley Básica y se desvía del importante principio de 'un país, dos sistemas'". Si Chow hubiera sido elegida, habría sido la legisladora más joven en la historia de Hong Kong.

## Arresto
Chow fue arrestada el 29 de agosto de 2019 en su casa de Tai Po, el mismo día que otras figuras prodemocracia de Hong Kong fueron arrestadas, incluyendo a Joshua Wong y Andy Chan.
Fue liberada el 12 de junio de 2021, en el segundo aniversario de las protestas prodemocracia, tras casi 7 meses de prisión.

## Secuelas
En julio de 2025, Chow se graduó con una maestría de la Universidad Ontario College of Art & Design en Toronto, Canada.